# 富澤美智惠
富澤美智惠（日语：／ Tomizawa Michie，1961年10月20日—），舊藝名，日本女性配音員、演員、旁白，成長和出身於群馬縣高崎市。曾經歷東京俳優生活協同組合、日本動作娛樂公司，現由青二Production所屬。

## 特色
富澤於1980年代前半在配音業界出道後，大多為像《橙路》的春日真奈美、《A子計劃》的壽詩子／C子等清純、迷糊類型進行配音。從1990年代開始，轉向為《美少女戰士》的火野麗（水手火星）、《蠟筆小新》的松坂老師〈松坂梅〉、《GS美神》的小笠原愛蜜、《櫻花大戰》系列的神崎菫等個性強悍女性角色的配音機會增加。
另一方面，富澤與同行三石琴乃曾一起合作配音的作品有《美少女戰士》、《蠟筆小新》、《校園七大不可思議神秘事件》及《看家鼠》（聲演小織與小蝦〈主人〉）。

## 來歷
- 身高159cm[5]。
- A型血[5]。
- 擅長方言：群馬方言[1]。
- 興趣：瑜伽、櫥窗購物[1]。
- 特長：殺陣、陪小孩玩耍[1]。

富澤美智惠本名為伊藤美智江（いとう みちえ），1961年10月20日生於長野縣丸子町（今已併入上田市），小學4年級的時候搬到群馬縣居住，高中就讀群馬縣立高崎商業高等學校，並在此時期透過函授教育以學習當配音員。畢業後在父母反對下從群馬來到東京，住在四坪房間大小的兩層樓公寓，從事兼職打工維持收入。之後經由經紀公司東京俳優生活協同組合（以下簡稱俳協）的附屬培訓學校加入俳協，同時以當動作片演員為目標，加入專門培育動作演員的經紀公司日本動作娛樂公司（簡稱JAE，舊名Japan Action Club）成為附屬養成所第1期生。加入JAE之後還進入另一間經紀公司若駒接受動作和武打的學習。
配音事業方面。富澤從1983年電視動畫《亞空大作戰斯蘭格爾》、《愛的戰士彩虹人》等作品的小角色起步，然後在《聖戰士鄧拜音》獲得要角演出的機會。之後她為了當動作演員，於是短暫離開動畫配音圈。不過在參加1984年播出的特攝影集《電擊戰隊變化人》的試鏡之前，富澤已經獲得動畫《宇宙再生人》主角珍妮·法蘭西斯的機會，還是把事業重心放在配音工作上。在那之後，特別是1980年後半到1990年代，富澤與同世代的鶴弘美、松井菜櫻子及川村萬梨阿擅長高傲的演技都博得了很高的人氣而為人熟悉。
演員事業方面。富澤曾經在1983年到1984年由NHK播出的晨間小說連續劇《阿信》參演10次，並在NHK教育節目裡經常露面演出。
2001年，富澤結婚之後，因為工作量的關係一時退出《櫻花大戰》角色神崎菫的配音。在『櫻花大戰新春歌曲秀 神崎菫引退紀念公演 春戀紫花夢惜別』活動那時候，曾經外傳錯誤訊息是說將她離開角色神崎菫配音的事情就是將從配音業界引退，因此讓粉絲在網路上造成一陣騷動。
但本人表示自己並沒有要引退，經過這場風波之後，她在神崎菫的2005年夏天的超級歌曲秀「新·青鳥」活動中宣布完全賦歸。之後在終場公演「新·愛你」或武道館進行實況錄影時，宣布會繼續參加配音和舞台公演的工作。

### 逸事、人物
- 人緣非常好，交友範圍廣泛，舉凡配音員、運動選手、歌手、播音員都有知道或認識她的人。
- 1985年，富澤曾經與同行高橋美紀（日语：高橋美紀）組成雙重唱樂團「雨中神明」參加『第29回 』的歌唱比賽。同年並在新宿RUIDO（日语：原宿RUIDO）舉辦其個人的演唱唱會。
- 在電腦通信（日语：パソコン通信）時期為了接自己的第一份配音工作，而選擇了幫NEC的PC-VAN（日语：PC-VAN）（今BIGLOBE）廣告負責解說。由於該廣告為了能讓用戶了解IT用語的說明，結果決定免費公開。
- 曾幫遠赴美國而不在國內的岡本麻彌聲演在遊戲《SD鋼彈 G世代 NEO》登場的角色愛瑪·辛。
- 1988年在日本電視台播出的兒童節目『飛去的古奇帕（日语：とんでけグッチョンパ）』內曾和森木兒童合唱團（日语：森の木児童合唱団）一起唱「小紅帽 芝麻開門！」。
- 從後樂園時代被知道是北海道日本火腿鬥士的球迷之後，富澤親自送球隊制服給選手田中幸雄當作禮物。其契機是因為可以與田中對談。後來以配音員身分第一次接受棒球週刊《週刊Base Ball（日语：週刊ベースボール）》的採訪。當時棒球的造詣的女性配音員中除了富澤以外與橫山智佐的程度以外無人能比。
- 除了精湛動畫配音之外，常參加配音員兼歌手堀江美都子擔任企劃製作的動畫歌女子部（日语：ANIME JAPAN FES#アニソン女子部）的實況錄影及脫口秀等活動，並扮演自己在《美少女戰士》與《櫻花大戰》配音的角色獻唱主題曲、以及將角色的代表台詞和名場面再次呈現。後來在2007年的夏季公演時，曾以水手火星的裝扮擔任活動主持人。
- 麥可·傑克森的大粉絲。有一次在進行實況錄音時，由於偶然被安排在最前面中間的緣故，曾有在舞臺上被接吻的逸事。此事後來被媒體拍攝到被刊登在報紙上，成為富澤那時候的報導和使用的照片，而且還有在聲優介紹節目「Voice Actor」上公開。
- 在自己的結婚儀式上，曾與《美少女戰士》主要角色的配音員一起唱其代表主題曲「月光傳說（日语：ムーンライト伝説/HEART MOVING）」，還有和《櫻花大戰》的共同參演的同行一起唱其代表主題曲「檄！帝國華擊團」，最後還和JAE時期認識的人進行一場武打表演。
- 婚後因家庭因素選擇引退，櫻花大戰更因此將她配的角色一同設計引退，後來復出，但行事低調、產量也遠不如以往多。

#### 美少女戰士
- 提到《美少女戰士》的話，富澤曾在初期把水手火星念的咒語（九字真言）「臨、兵、鬥、者、皆、陣、列、在、前」文中的「陣（じん）」的日文發音念成。但是工作人員也沒有發現不對的地方，據本人的說法初期的幾集就這樣收錄著。
- 與一起聲演5位主要角色的同行三石琴乃、久川綾、筱原惠美、深見梨加關係非常好，在聖誕節的時候還會5人一起開派對。
- 《美少女戰士》動畫開播後，富澤曾經和她們4人參演同名作品之外的其它作品。值得一提的是，與三石一起共演的次數比較多。
- 對同名作品的原作者武內直子則以「武內老師」作稱呼，考慮到年齡的話就以「直子」來稱呼原作者[8]。

## 演出
粗體字表示主要角色。

### 電視動畫
1983年
- 愛的戰士彩虹人
- 亞空大作戰斯蘭格爾（梅麗莎）
- 阿波羅之女（斯庫拉）
- 機甲創世記莫斯比達（小孩）
- 銀河疾風流離我（愛琳）
- 聖戰士鄧拜音（艾爾・菲諾）

1984年
- 新好小子（日语：あした天気になあれ (漫画)）（白石悅子[9]）
- 重戰機L-Gaim（資訊計）
- 超時空騎團南十字宮（珍妮·法蘭西斯）
- 咪姆多彩夢幻之旅（弘子）

1985年
- 福星小子（亞美）
- 昭和笨蛋小說搞笑第1名！（日语：昭和アホ草紙あかぬけ一番!）（茸川瑠璃）
- 星空鐵衛
- 雙子鷹（日语：ふたり鷹）（派翠西亞·威勒）

1986年
- Oh！Family（日语：Oh!ファミリー）（黛比）
- 加油！吉塔斯（高田哲也）
- 青春動畫全集（日语：青春アニメ全集）（幸子）
- 各位同學！心緣的圍巾（日语：生徒諸君!#テレビアニメ）（清水船長）
- 光之傳說（椎名葉月）
- 六三四之劍（風戶美奈）

1987年
- 愛的小婦人物語（貝兒·莫法特）
- 橙路（春日真奈美[10]）
- 鬼太郎 (第3作)（卡門、里子、吉妮亞）
- 聖魔大戰（維納斯白雪）

1988年
- 城市獵人2（遙）
- 鬥將！！拉麵男（筍子）
- 之後頓珍漢（日语：ついでにとんちんかん）（野野山禮子）
- 甜蜜小天使 (1988年版)（聖子）
- 燃燒吧！哥哥（珊蒂·伍珀）

1989年
- 惡魔君（灰怒羅）
- 美味大挑戰（正木的妻子）
- 彼得潘的冒險（花神〈芙蘿拉〉）
- 甜蜜小天使 (1988年版)（泰迪）

1990年
- 夠了！阿太郎 (1990年版)（日语：もーれつア太郎）（姬香）

1991年
- 小小妖怪阿奇、柯奇、索奇（菫老師）
- 校園七大不可思議神秘事件（日语：ハイスクールミステリー学園七不思議）（一條水樹）
- 神通小精靈（小太郎的姊姊）

1992年
- 金肉人 金肉星王位爭奪戰篇（碧萍芭）
- 蠟筆小新（1992年－，松坂老師〈松坂梅〉）
- 超聖魔大戰（日语：スーパービックリマン）（靜女天）
- 超電動機器人 鐵人28號FX（芙梅西）
- 美少女戰士（火野麗／水手火星）

1993年
- GS美神（小笠原愛蜜[11]）
- 小小男子漢（百合）
- 美少女戰士R（火野麗／水手火星）
- 奇蹟☆女孩（細川春香）

1994年
- 美少女戰士S（火野麗／水手火星）
- 曼菲不可思議的冒險

1995年
- 空想科學世界（妮琪塔）
- 美少女戰士SuperS（火野麗／水手火星）
- 麵包超人（糖果男孩）

1996年
- 妖精狩獵者（小宮山愛理）
- 怪盜Saint Tail（智子）
- 美少女戰士Sailor Stars（火野麗／水手火星）
- 麵包超人（小門簾）

1997年
- 妖精狩獵者II（小宮山愛理）
- 甜心戰士F（神奇蝴蝶）
- 金田一少年之事件簿（緒方夏代）

1998年
- 幸運女神 小不隆咚便利多多（火狩）
- 金田一少年之事件簿（冬堂明美）
- 怪博士與機器娃娃 (1997年版)（明子、鶴天的妻子）
- 炸彈人 彈珠人爆外傳（黑暗美人）
- 遊☆戲☆王（保健醫生）
- LET'S 努普努普（日语：LET'S ぬぷぬぷっ）（設樂百合惠老師）
- 羅德斯島戰記 -英雄騎士傳-（蕾莉亞）

1999年
- 動畫泡泡時間（日语：アニメ愛のあわあわアワー）「看家鼠惠比知由」（小織與小蝦〈主人〉）
- 週刊故事樂園（日语：週刊ストーリーランド） 老婆婆系列（日语：謎の老婆）「落下葡萄酒」（山本桂子）
- 未來少年柯南II（日语：未来少年コナンII タイガアドベンチャー）（史奈德）

2000年
- 櫻花大戰 (TV動畫)（神崎菫[12]）
- 名偵探柯南（長谷川郁代）

2003年
- 高橋留美子劇場（白鳥）

2004年
- 勇午 ～交涉人～「俄羅斯篇」（奧爾加·埃萊諾娃）

2005年
- 蜂蜜與四葉草（朱美）
- ONE PIECE（拉琪）

2006年
- 幸運女神 各自的羽翼（火狩）
- 地獄少女 二籠（馬場翔子）
- BLACK LAGOON（羅貝爾特）
- 落語天女（阿銀）

2007年
- 鬼太郎 (第5作)（黑鬼髮）

2008年
- 旁邊的兒童 我的火腿組（日语：はたらキッズ マイハム組）（李顏）

2009年
- 你好 安妮 ～Before Green Gables（愛默生夫人、普林生夫人）
- 魔力充電娘（帕爾絲·傳斯）

2010年
- 魔術快斗（黑羽千影）

2011年
- 青之驅魔師（黛克阿爾普）
- 魔術快斗（黑羽千影）

2012年
- 哆啦A夢 (水田山葵版)（保險機器人）

2013年
- 名偵探柯南（寅倉瑠莉）

2014年
- 即使如此世界依然美麗（伊萊赫·魯梅露希耶）
- 魔術快斗1412（黑羽千影）

2020年
- 新櫻花大戰 the Animation（神崎菫[13]）

### 電影動畫
1986年
- 劇場版 強殖裝甲加爾巴（瀨川瑞紀）
- 劇場版 ProjectA子（C子〈壽詩子〉）

1987年
- 勝利投手（坪內美子）

1988年
- 橙路：但願回到過去（春日真奈美）
- 劇場版 鬥將！！拉麵男（筍子）

1989年
- 大蜜蜂 HYPER-PSYCHIC-GEO GARAGA（日语：ギャラガ (アニメ映画)）

1993年
- 蠟筆小新：動感超人大戰泳裝魔王（松坂老師〈松坂梅〉）
- 劇場版 美少女戰士R（火野麗／水手火星）
- Make Up！水手戰士（火野麗／水手火星）

1994年
- 劇場版 美少女戰士S（火野麗／水手火星）
- 劇場版 GS美神（小笠原愛蜜）

1995年
- 蠟筆小新：雲黑齋的野心（松坂老師〈松坂梅〉）
- Special Present 亞美的初戀 美少女戰士SuperS 外傳（火野麗）
- 劇場版 美少女戰士SuperS：夢想黑洞的奇蹟（火野麗／水手火星）

1996年
- 超人力霸王公司（日语：ウルトラマンカンパニー）
- 劇場版 新橙路：接著，那個夏天的開始（春日真奈美）
- 蠟筆小新：搞怪遊樂園大冒險（松坂老師〈松梅〉）

1997年
- 蠟筆小新：黑暗珠珠大追擊（松坂老師〈松坂梅〉）

1998年
- 蠟筆小新：電擊！豬蹄大作戰（松坂老師〈松梅〉）

1999年
- 蠟筆小新樂園！Made in 埼玉（松坂老師〈松坂梅〉）
- 蠟筆小新：爆發！溫泉激烈大決戰（松坂老師〈松坂梅〉）

2000年
- 蠟筆小新：風起雲湧的叢林冒險（松坂老師〈松坂梅〉）

2001年
- 蠟筆小新：風起雲湧 猛烈！大人帝國的反擊（松坂老師〈松梅〉）
- 櫻花大戰 活動寫真（日语：サクラ大戦 活動写真）（神崎菫[14]）

2003年
- 蠟筆小新：風起雲湧 光榮燒肉之路（松坂老師〈松坂梅〉[15]）

2006年
- 蠟筆小新：Amigo！森巴入侵計畫（松坂老師〈松坂梅〉）

2008年
- 蠟筆小新：風起雲湧的金矛勇者（松坂老師〈松坂梅〉）

2009年
- 蠟筆小新：春日部野生王國（松坂老師〈松坂梅〉）

2012年
- 蠟筆小新：我和我的宇宙公主（松坂老師〈松坂梅〉[16]）

2014年
- 蠟筆小新：大對決！機器人爸爸的反擊（松坂老師〈松梅〉）

2015年
- 蠟筆小新：我的搬家物語 仙人掌大襲撃（松坂老師〈松坂梅〉）

2016年
- 蠟筆小新：爆睡！夢世界大作戰（松坂老師〈松梅〉）

2018年
- 蠟筆小新：功夫小子 ～拉麵大亂鬥～（松坂老師〈松坂梅〉）

2024年
- 蜡笔小新：我们的恐龙日记 （松坂老師〈松坂梅〉）

### OVA
1985年
- 吸血鬼獵人D（桃莉絲）

1986年
- GALL FORCE（日语：ガルフォース）（寶妮）
- 湘南爆走族（三好民子）

1987年
- 真魔神傳 Battle Royal High School（日语：魔神伝）（珊迪）
- 花之飛鳥組！新歌舞伎町物語（日语：花のあすか組!#OVA1）（堂本蜜子）
- 吹泡糖危機（琳娜山崎）
- A子計劃系列（1987年—1989年，C子〈壽詩子〉）3作品[注 1]

1988年
- 1磅的福音（井）
- 特搜戰車隊DOMINION（日语：ドミニオン (漫画)）（由尼普瑪）

1989年
- ARIEL（河合美亞）
- GALL FORCE 地球章（莎莉）
- 橙路（春日真奈美）
- Hi-SPEED JECY（日语：ハイスピード・ジェシー）（拉提娜·阿史可特）
- 花之飛鳥組！2 孤獨的貓大逃殺（日语：花のあすか組!#OVA2）（堂本蜜子）
- （摩美）

1990年
- 超真實麻雀 麻雀Battle Scramble（日语：スーパーリアル麻雀）（美紀）
- 新年星調査行（日语：ニューイヤー星調査行）（新年星少女）
- 高校太保（日语：ビー・バップ・ハイスクール）（美紀）
- A-Ko The VS／GRAY SIDE（C-KO）
- A-Ko The VS／BLUE SIDE（C-KO、傑娜）

1991年
- The 學園超女隊（日语：ザ・学園超女隊）（梨花）
- 魔獸戰士露娜·華爾格（日语：魔獣戦士ルナ・ヴァルガー）（露娜·德·李姆斯貝爾）

1992年
- 綠色傳奇亂（日语：グリーンレジェンド乱）（弘蘭）
- 陰陽特搜官（日语：ジョーカー・シリーズ (漫画)）（女小丑）
- 亂跑大戰！基因組獎盃（日语：スクランブル・ウォーズ 突走れ!ゲノムトロフィーラリー）（琳娜山崎、寶妮）

1994年
- 鬼切丸（日语：鬼切丸）（砂岡）
- 銀河英雄傳說（愛爾芙麗德·馮·哥爾勞許）

1995年
- 3×3 EYES ～聖魔傳說～（ドンちゃん）
- Lesson XX（日语：Lesson XX）（酒瀨川美咲）

1996年
- 地獄堂靈界通信（日语：地獄堂霊界通信）（如月老師）

1997年
- 櫻花大戰 櫻華絢爛（神崎菫）

1999年
- 快刀亂麻 THE ANIMATION（日语：快刀乱麻 雅）（琴原淑乃）
- 櫻花大戰 轟華絢爛（神崎菫）
- BREAK-AGE（日语：BREAK-AGE）（仁村美鈴）

2002年
- 櫻花大戰 神崎菫 引退紀念（日语：サクラ大戦 神崎すみれ 引退記念 す・み・れ）（神崎菫）

2005年
- 萬花筒之星 Legend of phoenix ～蕾拉·漢米爾頓物語～（瑠）

2010年
- BLACK LAGOON Roberta's Blood Trail（羅貝爾特）

2016年
- 天地無用！魎皇鬼 (第4期)（九羅密美星〈第2代[注 2]〉）

### 網路動畫
- （2008年，母親）
- Starry☆Sky（2010年，青空颯斗的母親）
- 名偵探柯南 vs Wooo（2011年，偵探）
- 蠟筆小新外傳 妖怪與野原新之助（日语：クレヨンしんちゃん外伝 お・お・お・のしんのすけ）（2017年，泡沫公主）

### 遊戲
1988年
- 超真實麻雀PIII（日语：スーパーリアル麻雀#スーパーリアル麻雀PIII）（芹澤未來〈第2代〉）

1989年
- BURAI 上卷（日语：BURAI）（莉莉安·藍斯洛特）[注 3]

1991年
- 伊蘇III（艾蓮納）[注 3]
- BURAI 下卷 完結篇（日语：BURAI）（莉莉安·藍斯洛特）[注 3]

1993年
- 安妮特回來了（日语：アーネスト・エバンスシリーズ#アネット再び）（愛莎）
- 天外魔境 風雲歌舞伎傳（日语：天外魔境 風雲カブキ伝）（夢太郎）
- 美少女戰士（日语：美少女戦士セーラームーン (ゲーム)）（火野麗／水手火星）
- 美少女戰士R（火野麗／水手火星）

1994年
- Cosmic Fantasy 4 銀河少年傳說激鬥篇 在光之宇宙中…（日语：コズミック・ファンタジー）（吉魯貝魯）
- 美少女戰士 Collection（火野麗／水手火星）
- 美少女戰士S 今天要代替方塊懲罰你！（火野麗／水手火星）
- 夢幻模擬戰II（蘇妮亞）

1995年
- GUNNERS HEAVEN（艾許）
- 超兄貴 ～究極無敵銀河最強男～（辯天）
- 鬥神傳2（日语：闘神伝2）（烏拉努斯）
- 美少女戰士 ANOTHER STORY（火野麗／水手火星）
- 美少女戰士S（火野麗／水手火星）
- 美少女戰士S Crooklyn（火野麗／水手火星）
- 美少女戰士S 場外亂鬥!? 主角爭奪戰（火野麗／水手火星）
- 美少女戰士Sailor Stars 輕飄飄的恐慌（火野麗／水手火星）
- （旁白）

1996年
- Guardian Recall ～守護獸召喚～（炎真由）
- 櫻花大戰（神崎菫）
- 美少女戰士SuperS 全員參加!! 主角爭奪戰（火野麗／水手火星）
- 美少女戰士Sailor Stars 輕飄飄的恐慌2（火野麗／水手火星）
- （配音&露面演出）
- 麻雀天使（香奈）

1997年
- ELFIN PARADISE（西納蒙）
- 妖精狩獵者 −完全版−（小宮山愛理）
- 妖精狩獵者 -花牌篇-（小宮山愛理）
- 快刀亂麻（日语：快刀乱麻 (ゲーム)）（琴原淑乃）
- 美少女戰士問答（火野麗／水手火星）
- 好喜歡（葉娜·莫爾德斯）
- 古墓奇兵（賈桂琳·納特拉）
- （南西比留間）

1998年
- 千劍物語（日语：サウザンドアームズ）（梅塔瑞亞）
- 櫻花大戰2 ～願君平安～（神崎菫）
- 馬爾王國的人形公主（日语：マール王国の人形姫）（瑪瓊琳）
- 夢幻模擬戰V ～The End of Legend～（布蘭達、瑪麗的母親）

1999年
- 快刀亂麻 雅（日语：快刀乱麻 雅）（琴原淑乃）
- 超級機器人大戰EX CB（艾莉斯·拉地斯（日语：魔装機神シリーズの登場人物#シュテドニアス連合））
- 馬爾王國的人形公主2（日语：マール王国の人形姫#リトルプリンセス マール王国の人形姫2）（瑪瓊琳）

2000年
- 大神一郎奮鬥記 ～來自櫻花大戰歌謠Show「紅蜥蜴」～（神崎菫）
- 超級機器人大戰α（艾爾·菲諾）
- 天使的贈禮 馬爾王國物語（日语：マール王国の人形姫#天使のプレゼント マール王国物語）（瑪瓊琳）

2001年
- 兒童劇場 蠟筆小新動手做（日语：キッズステーション クレヨンしんちゃん オラとおもいでつくるゾ!）（松老師〈松梅〉）
- 兒童劇場 美少女戰士世界（火野麗／水手火星）
- 櫻花大戰3 ～巴黎在燃燒嗎～（神崎菫）
- 超級機器人大戰α for Dreamcast（艾爾·菲諾）

2002年
- Innocent Tears（日语：Innocent Tears (ゲーム)）（加賀雪子）
- SD鋼彈 G世代 NEO（愛瑪·辛）
- 櫻花大戰4 ～戀愛吧少女～（神崎菫）
- 超級機器人大戰IMPACT（日语：スーパーロボット大戦IMPACT）（艾爾·菲諾）

2003年
- 魔界戰記迪斯凱亞（瑪喬麗）
- ONE PIECE 偉大航路之爭！3（日语：ONE PIECE グランドバトル! 3）（拉琪）

2004年
- SD鋼彈 G世代 SEED（愛瑪·辛）
- 數位惡魔傳說 天魔變（雪娜·安傑爾）
- NINJA GAIDEN（日语：NINJA GAIDEN）（瑞秋）

2005年
- DIGITAL DEVIL SAGA SAGA Avatar Tuner 2（雪娜·安傑爾）
- NINJA GAIDEN Black（瑞秋）
- Burnout Revenge（日语：バーンアウト (ゲーム)）（旁白）

2006年
- 蠟筆小新：最強家族春日部之王Wii（日语：クレヨンしんちゃん 最強家族カスカベキング うぃ〜）（松老師〈松梅〉）
- 蠟筆小新：驚奇園地的傳說大絕戰！（日语：クレヨンしんちゃん 伝説を呼ぶ オマケの都ショックガーン!）（松老師〈松梅〉）
- 天外魔境 ZIRIA ～遙遠的Zipangu～（蛇姬／卡蜜拉）
- BLACK（日语：BLACK (ゲーム)）（馬克佛）

2007年
- 亞迦雷斯特戰記（薇·拉=羅爾）
- 蠟筆小新DS 蠟筆大作戰！（日语：クレヨンしんちゃんDS 嵐を呼ぶ ぬってクレヨ〜ン大作戦!）（松老師〈松梅〉）
- NINJA GAIDEN Σ（瑞秋）
- Burnout Dominator（旁白）

2008年
- 蠟筆小新：呼風喚雨的電影樂園大挑戰！（日语：クレヨンしんちゃん 嵐を呼ぶ シネマランド カチンコガチンコ大活劇!）（松老師〈松梅〉）
- 超級機器人大戰Z（安戴爾·貝魯那魯）
- 絕對衝激 ～柏拉圖之心～（廣石倫）
- 戲劇性迷宮 櫻花大戰 ～因為有你～（日语：ドラマチックダンジョン サクラ大戦 〜君あるがため〜）（神崎菫）
- 魔界戰記迪斯凱亞3（日语：魔界戦記ディスガイア3）（瑪喬麗）[注 4]

2009年
- 安迪佛納的聖歌姬 ～天使的樂譜Op.A～（日语：アンティフォナの聖歌姫 〜天使の楽譜 Op.A〜）（瑪喬麗）
- NINJA GAIDEN Σ2（瑞秋）
- 魔界戰記迪斯凱亞2 PORTABLE（瑪喬麗）

2010年
- 魔力充電娘CC（帕爾斯·特蘭斯）

2012年
- 無雙OROCHI 2 Special（瑞秋[17]）

2013年
- DEAD OR ALIVE 5 ULTIMATE（瑞秋[18]）

2014年
- 蠟筆小新：呼風喚雨春日部電影明星！（日语：クレヨンしんちゃん 嵐を呼ぶ カスカベ映画スターズ!）（松老師〈松梅〉）
- 名偵探柯南 幻影狂詩曲[[[Wikipedia:格式手册/链接#章節|錨點失效]]]（五十嵐清子[19]）
- 鐵金剛少女Z ONLINE（布羅肯伯爵[20]）

2015年
- 超級機器人大戰BX（艾爾·菲諾）
- DEAD OR ALIVE 5 LAST ROUND（瑞秋[21]）

2016年
- 鎖鏈戰記 ～絆之新大陸～（神崎菫[22]）

2019年
- EVE rebirth terror（日语：EVEシリーズ）（謎之女性B[23]）
- 哥德系魔法少女 ～快和我訂下契約！～（神崎菫[24]）
- 夢幻模擬戰 Mobile（神崎菫）
- 新櫻花大戰（神崎菫[25]）

### 外語配音

#### 電影
- 清秀佳人系列 ※影碟版。
  - 清秀佳人（若西·彼耶〈米蘭達·德·潘席爾（英语：Miranda de Pencier）〉）
  - 清秀佳人2（英语：Anne of Green Gables: The Sequel）（若西·彼耶〈米蘭達·德·潘席爾〉、艾茜〈凱瑟琳·崔諾〉）
- 美眉的野心（英语：Blonde Ambition）（黛博拉〈潘妮洛普·安·蜜勒（英语：Penelope Ann Miller）〉）
- 絕地雙尊（英语：Double Impact）（丹妮爾·魏爾德〈阿隆納·肖〉）※VHS版。
- 致命戀情（伊莉莎白·巴頓〈奇希·勞爾茲〉）
- 瘋狂終結者（魔女雅典娜〈薇拉莉·葛琳諾〉）
- 七寶奇謀（英语：The Goonies）（安迪·卡邁克爾〈凱莉·格林〉）※TBS、新BD版。
- 大腳哈利（英语：Harry and the Hendersons）（莎拉·韓德森〈瑪格麗特·蘭里克（英语：Margaret Langrick）〉）※VHS版。
- 大魔域3：飛進未來（英语：The NeverEnding Story III）（科利〈尼可·帕克〉）※影碟版。
- 驚聲尖叫2（莫琳·伊凡斯〈潔達·蘋姬·史密斯〉）
- 求愛俗辣（英语：Swingers (1996 film)）（尼姬〈布魯克·蘭頓（英语：Brooke Langton）〉）
- 戰地巾帼（英语：Women of Valor）（梅姬）

#### 電視影集
- 海灘遊俠（凱西·讓·帕克〈潘蜜拉·安德森〉）
- 急診室的春天 (第10季)（坎貝爾〈艾許莉·羅倫斯（英语：Ashley Laurence）〉）
- 暗域魔艦：黑暗地帶（英语：Lexx）（賽芙·貝林傑〈莉莎·海因斯〉）
- 銀河飛龍（泰特少尉）

#### 動畫
- 查理布朗與史努比 (1990年版)（富蘭克林）
- 小奇兵（妮妮〈克莉·桑默（英语：Cree Summer）〉）※VHS版。
- 銀河高校（英语：Galaxy High）（布伊·巴布黑得〈珍妮佛·達林（英语：Jennifer Darling）〉）
- 辛普森一家（潔西卡·洛夫伊〈梅莉·史翠普〉）

### 廣播劇
- 宇宙英雄物語（日语：宇宙英雄物語）（KBS京都、栃木放送、大分放送、東海電台：艾瑟爾）
- 神崎風塵流 Network（熊本放送）
- 櫻花大戰帝擊通信局（日本放送：神崎菫）
- 櫻花大戰番外篇廣播劇（日本放送：神崎菫）
- SUNTORY Saturday Waiting Bar "AVANTI"（日语：サントリー・サタデー・ウェイティング・バー）（TOKYO-FM：取手（舊姓：南）由布子）
- 青春冒險（日语：青春アドベンチャー）（NHK-FM）
  - 『完美的眼淚（日语：完璧な涙）』（機械聲音）
  - 『Genome Hazard（日语：ゲノム・ハザード）』（奧村千明）
  - 『男』
- 那智（文化放送：單元記者）
- 廣井王子的丸天Mix！（日语：広井王子のマルチ天国）（文化放送：嘉賓）
- 黑漁竿（日语：ブラックロッド）（薇吉妮亞9）
- 有樂町帝擊通信局（日本放送：神崎菫）
- 音樂放輕鬆（日语：ミュージック・リラクゼーション）（NHK-FM：響導）
- 日本的歌 世界的歌（日语：にっぽんのうた 世界の歌）（NHK-FM：響導）

### 特攝影集
1995年
- 超力戰隊王連者（火野老師）

1999年
- 聲優戰隊（愛拉許蘭）

2004年
- 特搜戰隊刑事連者（尤爾瓦星人米美的聲音）

2010年
- 假面騎士×假面騎士×假面騎士THE MOVIE 超·電王三部曲（日语：仮面ライダー×仮面ライダー×仮面ライダー THE MOVIE 超・電王トリロジー） EPISODE BLUE NEW 電王篇（螳螂意魔人的聲音）

2017年
- GIRLS in TROUBLE SPACE SQUAD EPISODE ZERO（赫爾芭拉的聲音）[26]

### 電視劇
NHK
- 大河劇「山頂的群像（日语：峠の群像）」（1982年）
- 連續電視小說「阿信」（1983年－1984年）－阿夏

NHK教育
- 彩虹定期便（日语：虹色定期便）（1997年－1998年）－芙蕾雅=村瀨涼子

其它
- 第7話（1981年，TBS）
- 新·懲罰人（日语：ザ・ハングマン） 第11話（1983年－1984年，朝日電視台）

### 真人電影
- 別擔心，我的朋友（日语：だいじょうぶマイ・フレンド）（村上龍執導，1983年）[27]
- 幻魔殺法帖 新選組秘抄（紅）
- 母親（山田洋次執導，2008年）

### 廣告
- 第一廚房（日语：ファーストキッチン）（店外廣播的聲音）
- 寶酒造「餘暇一（日语：よかいち）」（榊莫山叫的弟子）[注 5]
- 戴利山崎（日语：デイリーヤマザキ）（信息的聲音）

### CD
- INFERIUS惑星戰史外傳 CONDITION GREEN（日语：インフェリウス惑星戦史外伝 CONDITION GREEN）（莉莉·古德曼）
- 白色十字架 Dramatic Image Album III SCHWARZ I（席薇亞·林）
  - 白色十字架 Dramatic Image Album IV SCHWARZ II（席薇亞·林）
- With Healing Voice 胎教（治癒聲）
- With Healing Voice Plus思考（治癒聲）
- Audio RPG 超龍戰記超龍騎士（日语：超龍戦記ザウロスナイト）（賽拉）
- 王都妖奇譚（日语：王都妖奇譚） 廣播劇CD（小野冰月）
- 小田急鐵電 加州鐵路（日语：小田急電鉄 ルートカリフォルニア）
- CANCAN BUNNY 廣播劇CD（櫻澤香織）
- GS美神 極樂大作戰!! 廣播劇CD各作品（小笠原愛蜜）
- 櫻花大戰 廣播劇CD各作品（神崎菫）
- CD劇場 勇者鬥惡龍（日语：CDシアター ドラゴンクエスト）（III：史黛拉、IV：瑪妮亞）
- 花之飛鳥組！外傳（日语：花のあすか組!#ドラマCD外伝）（堂本蜜子）
- 街 第Q之男 ～Q是question的Q～（日语：街 〜運命の交差点〜#ラジオドラマ）（星期日）
- 在世界樹之下
- 迷你·最好
- Flying Heart
- Voice
- OH TACO
  - 當時所屬UWF國際（日语：UWFインターナショナル）職業摔角手的安生洋二（日语：安生洋二）、高山善廣（日语：高山善廣）、山本健一3名為單位，並以共同名義與「黃金杯（日语：ザ・ゴールデン・カップス (プロレス)）」一起。
- 照片CD 富澤美智惠做的灰姑娘的夢
- 危險的星期六－OVA『DELUXE ARIEL接觸篇 THE BEGINNING（日语：ARIEL）』的ED主題歌。由富澤美智惠、林原惠、水谷優子共3人演唱糖果合唱團原唱的同名歌曲。
- 寒冬的流星（音樂組合WITH YOU（日语：WITH YOU (音楽ユニット)）成員名義）
- La Pucelle 光之聖女傳說（日语：ラ・ピュセル 光の聖女伝説） 廣播劇CD（瑪喬麗）
- 亂丸XXX（日语：乱丸XXX）（亂丸淫子）
- 幸運女神 特典王（火狩）

### 旁白

#### 電視節目
日本電視台
- 世界決定的瞬間（日语：世界の決定的瞬間）
- 千奇百趣大挑戰（外國女性的日語配音）
- 看清世界！電視特搜部（日语：世界まる見え!テレビ特捜部）（外國女性的日語配音）
- 漂亮車庫（日语：プリティガレッジ）

其它電視台
- 請求！馬斯喀特（日语：おねがい!マスカット）→再次請求！馬斯喀特DX！（日语：おねだり!!マスカット）→稍有請求！馬斯喀特（日语：ちょいとマスカット!）→再次請求！馬斯喀特DX！（日语：おねだりマスカットDX!）→再次請求！馬斯喀特SP（日语：おねだりマスカットSP!）→馬斯喀特之夜（日语：マスカットナイト）➝永遠的馬斯喀特!!!（日语：マスカットナイト・フィーバー!!!）（東京電視台）
- 驚奇世界旅行社（日语：世界びっくり旅行社）→世界驚奇旅行社（日语：世界びっくり旅行社）（NHK）

#### 其它
- 超人力霸王必殺大百科（日语：ウルトラ必殺技大百科）（日本哥倫比亞）
- Momoclo春天一大事2017 in 富士見市

#### 電視劇（口述解說）
- 高嶺之花（日本電視台）

### 其它
- 動畫歌曲女子部（日语：ANIME JAPAN FES） 各活動實況錄音
- 櫻花大戰 歌謠Show（神崎菫）
- CR櫻花大戰（日语：CRサクラ大戦）（神崎菫）
- Romantopia藤原京'95 卡普空展示活動 快打旋風II ～甦醒的藤原京～（春麗）
- （原聲曲的歌手）
- 「祈禱」-小小星球探查機 隼鳥號物語-（JAVA：女神）
- 奇妙萬聖節（日语：マジカルハロウィン）（蘿絲瑪麗·柏格摩特）
- 奇妙萬聖節2（日语：マジカルハロウィン2）（蘿絲瑪麗·柏格摩特）
- 天才兒童MAX YOU（瑞江）
- Otis電梯製造公司（全機種的廣播）

## 腳註

## 外部連結
- 富澤美智惠｜青二Production （日語）
- （日語）－富澤美智惠的官方個人部落格。